# مرکز نوآوری اسکولکوو

لوگوی مرکز نوآوری اسکولکوو

مرکز نوآوری اسکولکووُ (به روسی: Сколково инновационный центр)(به انگلیسی: Skolkovo Innovation Center) منطقه‌ای ویژه فناوری‌های سطح بالا است که در اسکولکوو در نزدیکی مسکو (پایتخت روسیه) قرار دارد. با وجود اینکه روسیه از نظر تاریخی در زمینه توسعه دانش و فناوری پیشتاز بوده است، کمبود روحیه کارآفرینی در این کشور سبب شده که دولت برای توسعه شرکت‌های فناور مداخله کند. افراد و شرکت‌ها پس از عرضه طرح‌های خود و پذیرش در این مرکز، می‌توانند در آن مستقر شوند. نخستین بار دیمیتری مدودف (نخست وزیر وقت روسیه) در ۱۲ نوامبر ۲۰۰۹، خبر از تصمیم برای راه‌اندازی این مرکز داد. روس‌ها این مرکز را سیلیکون ولی روسیه می‌نامند.